# كارول بارنز
كارول بارنز (بالإنجليزية: Carol Barnes)‏ هي مقدمة تلفزيونية وصحفية بريطانية، ولدت في 13 سبتمبر 1944 في نورتش في المملكة المتحدة، وتوفيت في 8 مارس 2008 في برايتون في المملكة المتحدة بسبب سكتة.

## وصلات خارجية
- كارول بارنز على موقع IMDb (الإنجليزية)
- كارول بارنز على موقع قاعدة بيانات الفيلم (الإنجليزية)